# Gustav Barth
Gustav Barth   (Viena, 2 de setembre de 1818 - Frankfurt del Main, 11 de maig de 1897) va ser un compositor, pianista i director de cor austríac.

## Biografia
Gustav Barth va venir com a fill de k. k. El cantant d'orquestra de la cort Joseph Barth, que treballava per al príncep Schwarzenberg, va arribar al món. Ben aviat va gaudir d'una completa educació musical. Als 5 anys ja tocava peces de piano senzilles. Va estudiar a l'institut i, al mateix temps, va donar conferències sobre la interpretació de l'orgue i el baix continu amb Anna Drechsler. Autodidacta, va començar a compondre cançons i danses. Més tard va prendre lliçons d'Adalbert Gyrowetz i Ignaz von Seyfried, inclòs en harmonia. Després va estudiar filosofia durant dos semestres a Praga, després dret a Viena i va passar a la medicina després d'un any.
Des del 1835 Barth es va dedicar completament a la música. El 1838 va conèixer la famosa cantant d'òpera de la cort Anna Maria Wilhelmine van Hasselt-Barth la va conèixer i es va casar el 1840. No obstant això, es va divorciar pocs anys després. La filla Johanna van Hasselt-Barth (1841–1918) va sorgir d'aquest matrimoni i es va convertir posteriorment en una coneguda cantant d’òpera. Del 1843 al 1854 Barth va dirigir l'Associació de Cant masculí de Viena, que aviat va assolir un nivell notable sota el seu lideratge. També va ser un important compositor de cançons del seu temps. Entre les seves obres ben conegudes destaquen el cicle Waldklänge, l'ambientació de Johann Nepomuk Vogls Ade, du grüner Tannenwald i peces vocals polifòniques masculines com Mein Herz ist im Hochland (Robert Burns). Des de finals de la dècada de 1850 va ser el concertista de la cort de Nassau a Wiesbaden.
Després de la seva jubilació es va establir a Frankfurt del Main.
El crític de música contemporània Eduard Hanslick va elogiar el fet que Barth, especialment en les cançons d'amor, "retornés [els] sentiments d'una manera càlida i elegant, molt allunyada d'aquest trivial sentimentalisme que avui en dia tant li agrada fingir ser profunditat emocional".